# Revelation (álbum de Third Day)
Revelation es el noveno álbum de estudio y el decimotercero de la banda de rock cristiano, Third Day. Fue lanzado al mercado el 29 de julio de 2008 bajo el sello discográfico Essential Records. 
Debutó en el puesto #6 en el Billboard 200 y en el puesto #1 en el listado de álbumes cristianos. El primer sencillo, "Call My Name", fue lanzado el 22 de abril de 2008. Alcanzó el puesto #1 y fue la quinta canción más reproducida en los listados cristianos según la revista R&R en 2008. El álbum contiene canciones en colaboración con Chris Daughtry, Lacey Mosley de Flyleaf y Robert Randolph and the Family Band. La canción bonus "Shake" fue lanzada en modo descarga. El segundo sencillo del álbum se titula igual que el álbum: "Revelation". Esta canción alcanzó el puesto #1 durante siete semanas en los AC charts y el puesto #3 de Billboard en los listados cristianos. "Born Again" fue lanzado como tercer sencillo y logró en puesto #1 en los AC charts. "Run to You", a pesar de no ser un sencillo, apareció en la lista de Hot Christian Songs durante 1 semana logrando el puesto #30. "This Is Who I Am" aparece en el videojuego NASCAR 09.
El álbum ganó 2 Premios Dove en 2009, por álbum pop/contemporáneo del año y por música hecha y grabada del año en la cuadragésima edición de los Premios Dove. Su contraparte en vivo en CD/DVD, Live Revelations, ganó un Grammy en 2010 por mejor álbum góspel rock con lo cual la banda logró el cuarto en su carrera. "Born Again" fue nominada en las categorías de mejor canción góspel y mejor actuación góspel. Revelation recibió certificación de oro en septiembre de 2010.

## Lista de canciones
| N.º | Título                                     | Letras     | Música    | Duración |  |
| 1.  | «This Is Who I Am»                         | Mac Powell | Third Day | 2:31     |  |
| 2.  | «Slow Down» (con Chris Daughtry)           | Powell     | Third Day | 3:08     |  |
| 3.  | «Call My Name»                             | Powell     | Third Day | 4:02     |  |
| 4.  | «Run To You» (con Lacey Mosley de Flyleaf) | Powell     | Third Day | 3:23     |  |
| 5.  | «Revelation»                               | Powell     | Third Day | 3:33     |  |
| 6.  | «Otherside»                                | Third Day  | Third Day | 3:11     |  |
| 7.  | «Let Me Love You»                          | Powell     | Third Day | 3:03     |  |
| 8.  | «I WIll Always Be True»                    | Powell     | Third Day | 3:09     |  |
| 9.  | «Born Again» (con Lacey Mosley de Flyleaf) | Powell     | Third Day | 3:36     |  |
| 10. | «Give Love»                                | Powell     | Third Day | 3:18     |  |
| 11. | «Caught Up In Yourself»                    | Powell     | Third Day | 3:28     |  |
| 12. | «Ready»                                    | Powell     | Third Day | 3:17     |  |
| 13. | «Take It All»                              | Mark Lee   | Third Day | 3:26     |  |